# Michiko e Hatchin
Michiko e Hatchin (ミチコとハッチン, , Michiko to Hatchin) é uma série de anime escrita por Takashi Ujita, produzida pelo estúdio Manglobe e dirigida por Sayo Yamamoto, o seu primeiro trabalho diretorial. A história acontece num país fictício chamado Diamandra, que não tem apenas a cultura e as paisagens bastantes semelhantes as do Brasil, como também a divisão geográfica e a unidade monetária (o arca).
Em busca de inspiração para os locais, a diretora Sayo Yamamoto e os produtores visitaram algumas cidades brasileiras em 2007, incluindo Rio de Janeiro, Recife e Olinda. O anime estreou em 15 de outubro de 2008 na Fuji TV, encerrando com 22 episódios em 18 de março de 2009.

## Personagens
- Michiko Malandro (ミチコ・マランドロ, Michiko Marandoro)

Uma mulher selvagem e independente que acaba de escapar de uma prisão de segurança máxima pela quarta vez. Michiko resgata Hana dos seus pais adotivos entrando na casa deles montada numa moto. Ela afirma conhecer o pai de Hatchin e diz que ele foi um bom homem. Ela tem uma tatuagem misteriosa no abdome.
- Hana "Hatchin" Morenos (ハナ・“ハッチン”・モレーノス, Hana "Hatchin" Morēnosu)

Uma jovem que viveu com seus pais adotivos. Ela vivia sendo vítima de abuso tanto pelos pais quanto pelos dois filhos destes, quando foi resgatada por Michiko. Ela hesita em confiar nessa mulher, mas ambas possuem a mesma tatuagem no abdome.
- Hiroshi Morenos (ヒロシ・モレーノス, Hiroshi Morēnosu)

Pai de Hana e amante de Michiko no passado. Considerado oficialmente morto, Michiko acredita que ele está vivo, e resgata Hatchin para achar pistas sobre seu paradeiro. Ele também tem a mesma tatuagem que Michiko e Hana têm, porém no braço esquerdo.
- Atsuko Jackson (アツコ・ジャキソン, Atsuko Jakkuson)

Ela viveu no mesmo orfanato que Michiko, e aparenta ter uma dívida com ela. Atualmente ela é uma policial e foi responsável pela captura de Michiko 12 anos após a trama atual. Michiko gosta de chamá-la de "Jambo", para fazê-la ficar irritada. Ela aparenta ser indecisa quanto à Michiko e às vezes ajuda a mesma em situações difíceis.
- Satoshi Batista (サトシ・バティスタ, Satoshi Batisuta)

Um velho amigo de Hiroshi, que assume o controle da gangue "Monstro Preto", enquanto a Michiko estava atrás das grades.
- Shinsuke Saci Rodriguez (シンスケ・サッセ・ロドリゲス, Shinsuke Sasse Rodorigesu)

Um dos capangas de Satoshi.

## Música
A Trilha-sonora de Michiko e Hatchin foi composta pelo compositor brasileiro Alexandre Kassin, do grupo musical carioca X+2, e produzida por Shinichiro Watanabe.
Abertura
- "Paraíso", de Soil & Pimp Sessions

Encerramento
"Best Friend", de Karutetto (episódios 01~21)
- "Nada pode me parar agora", de Aurea Martins e Alexandre Kassin (episódio 22)